# Agonista del receptor del péptido 1 similar al glucagón
Los agonistas del receptor del péptido similar al glucagón-1 (por sus siglas en inglés, GLP-1-RA) son una clase de medicamentos utilizados para tratar la diabetes tipo 2 y la obesidad. Comenzando desde 2022, la ADA los incluye como medicamento de primera línea para personas con diabetes tipo 2 que tienen un alto riesgo de sufrir enfermedad cardiovascular aterosclerótica. Están disponibles mediante inyección subcutánea y por vía oral.
Los efectos secundarios comunes incluyen náuseas, diarrea y dolor abdominal. Tienen un riesgo bajo de hipoglucemia, aunque pueden provocar pancreatitis o gastroparesia. Los modelos animales han suscitado inquietudes respecto a la aparición de tumores de células C de la tiroides. No se recomienda su uso durante el embarazo. Son activadores del receptor GLP-1. Actúan aumentando la liberación de insulina y disminuyendo el glucagón en respuesta a un alto nivel de azúcar en sangre; y retardando el vaciado del estómago.
El primer GLP-1-RA, exenatida, fue aprobado para uso médico en los Estados Unidos en 2005. A partir de 2022, son relativamente caros en Estados Unidos, costando alrededor de 1.000 dólares al mes. Existen versiones que vienen premezcladas con insulina de acción prolongada. En 2023 se produjo escasez debido al aumento de la demanda del medicamento.